# Escola Tècnica Superior d'Edificació (Universitat Politècnica de Madrid)
L'Escola Tècnica Superior d'Edificació (ETSE) és un centre docent de la Universitat Politècnica de Madrid. Es troba a la Ciutat Universitària de Madrid (Espanya).

## Estructura i organització
Està composta per cinc departaments: Construccions Arquitectòniques i el seu Control, Tecnologia de l'Edificació, Matemàtica Aplicada a l'Arquitectura Tècnica, Expressió Gràfica Aplicada a l'Edificació i Lingüística Aplicada a la Ciència i la Tecnologia.
L'escola engloba a 3.277 alumnes, 166 professors i 64 membres de PAS (Personal d'Administració i serveis). El centre compta amb 15 aules teòriques, 4 aules gràfiques normals i una gran aula gràfica per a exàmens amb capacitat per més de 300 alumnes, diverses sales polivalents, una aula museu de construcció, laboratoris de física i materials, aula d'instal·lacions i set aules d'informàtica.

## Història
En 1935 s'estableix la intervenció obligatòria de l'aparellador en tota obra d'Arquitectura, i per Decret de 10 d'agost de 1955, les Escoles Oficials d'Aparelladors queden desvinculades de les d'Arquitectura.
El 10 de març de 1958 el Director General d'Ensenyaments Tècnics es dirigeix al Director de l'Escola, En Fernando Madrazo i Torres perquè proposi tres Arquitectes que redactin urgentment un projecte d'Obres per construir l'aleshores anomenada Escola Tècnica d'Aparelladors de Madrid.
Un any després s'aprova el projecte d'obres de construcció de l'edifici i posteriorment al desembre de 1960 s'adjudiquen les obres finalitzant-se la construcció l'any 1965.
Els estudis aconsegueixen rang universitari amb la Llei General d'Educació de 4 d'agost d'1.970, que disposa la integració de les Escoles d'Arquitectura Tècnica estatals a les respectives Universitats.
La Llei 4/86 d'Atribucions per als Aparelladors i Arquitectes Tècnics marca una fita que influirà sens dubte en l'ensenyament de l'Arquitectura Tècnica.
Fins a l'any 2013 el centre rebia el nom d'Escola Universitària d'Arquitectura Tècnica. A causa de la incorporació a l'Espai Europeu d'Educació Superior, i el canvi en les titulacions impartides, a l'agost d'aquell any l'escola canvia el seu nom a l'actual.

## Titulacions
L'escola imparteix actualment dues titulacions, des del curs 1965-1966 el títol oficial d'Arquitecte Tècnic, en la qual no s'admeten noves admissions, ja que està en extinció, i el títol de grau d'Enginyer de l'edificació, que s'imparteix el primer curs des de 2009. Per accedir a la titulació de Grau en Enginyeria de l'Edificació existeix un curs adaptació per a titulats en Arquitectura Tècnica que s'imparteix des de 2009.
Fins a l'any 2009 s'oferia el primer títol oficial de postgrau, el Màster oficial TÈCNIQUES I SISTEMES D'EDIFICACIÓ, actualment en extinció. Per al curs 2010/11 s'oferiren dos nous títols, El Màster Universitari en “Innovació Tecnològica en Edificació”, amb perfil d'especialització i d'investigador, i El Màster Universitari “Gestió en Edificació”, amb perfil d'especialització exclusivament.
L'escola compta des de la implantació del màster amb un programa de doctorat. La primera tesi doctoral es va llegir l'any 2010.
També compta amb un màster propi: Intel·ligència Creativa, Disseny i Comunicació, i amb diversos programes de màsters en col·laboració amb la Fundació Escola de l'Edificació: Màster en Estructures de l'Edificació, Màster en Instal·lacions de l'Edificació, Màster en Organització i Tècniques d'Edificació, Màster en Economia Immobiliària (MEI), Màster en Recuperació i Gestió del Patrimoni Construït, Curs d'Especialitat en el Perfeccionament de la Coordinació de la Seguretat i Salut en les Obres de Construcció i Curs d'Especialitat en Tècniques de Protecció contra Incendis en Edificació.

## Convenis internacionals
L'Escola Tècnica Superior d'Edificació de Madrid compta amb 25 convenis d'intercanvi d'alumnes, 22 d'ells Erasmus i 3 Magalhaes. A més té un conveni amb la Universitat de l'Havana, oferint 30 places per realitzar part del Projecte Fi de Carrera a Cuba.

## Rànquing
L'Escola Tècnica Superior d'Edificació Universitat Politècnica de Madrid està classificada com la millor d'Espanya segons El Mundo, davant (en aquest ordre) de la Universitat de Sevilla, Universitat politècnica de Catalunya, la Universitat de La Corunya o la Universitat CEU San Pablo.
Destaquen d'ella que es troben immersos en un projecte de millora contínua, compten amb un programa d'acció tutorial per als estudiants de nou ingrés així com un programa de mentorías.

### Cachibache
És l'associació teatral de l'Escola d'Aparelladors.
Aquesta Associació intervé també en diverses activitats culturals organitzades per l'Escola en la Setmana Cultural com el Passatge del Terror i el Cercaclasses.

### TokATmas
És l'associació musical. En l'Associació Musical de l'Escola es pot participar en:
- Intercanvi de partitures de diferents peces musicals.
- Organització i creació d'una cedeteca entre els alumnes dels Centres de la UPM.
- Classes de guitarra.
- Assajos musicals.
- Classes de solfeig.

A més també possibilita l'assistència a concerts, certàmens i altres esdeveniments musicals.

### Estudiantina
L'Estudiantina de l'Escola Tècnica Superior d'Edificació pretén fomentar la vocació musical dels seus associats, així com participar en quants certàmens s'organitzin. En aquesta línia les activitats que regularment es realitzen es refereixen a:
- Participació en el "Certamen d'Estudiantines de la UPM".[11]
- Participació en "Mostres i Certàmens d'Estudiantines" en diferents províncies espanyoles.
- Col·laboració amb la Creu Vermella.
- Visita a asils i residències.
- Viatges a l'estranger.